# ThinkBoard
ThinkBoard（シンクボード）とは、パソコンと周辺機器だけでeラーニング用などのスマート動画コンテンツが制作できるソフトウェア。開発元は株式会社 教育情報サービス。

## 特徴
- パソコンの画面上でペンタブレットとマイクを使ってコンテンツ制作を行うため、個人レベルでeラーニングコンテンツなどが制作可能。
- コンテンツの再生には独自プレイヤーのインストールが必要。
- シンプルなつくりで操作が分かりやすく、コンテンツのデータ容量も比較的小さい。
- mp4形式の動画を背景として取り込むことが可能だが、ライブ映像などを取り込むことはできない。
- 2倍速~4倍速で再生できるハヤワカリ機能がついている。
- 作成されるコンテンツにパスワード、視聴可能な期限を設定可能。

## エディション
- ThinkBoard ContentsCreator
- Gシリーズ（旧製品）

ThinkBoard Business
ThinkBoard Communication
ThinkBoard Universal
- Lシリーズ（旧製品）

ThinkBoard Institute
ThinkBoard Office
ThinkBoard Office for School
ThinkBoard Office School License
ThinkBoard Primary1800
ThinkBoard Slim300
ThinkBoard Free60